# 昔音サツキ
| 昔音サツキ           | 昔音サツキ                   |
| -------------------- | ---------------------------- |
| 声                   | めとろむP(皐月P)             |
| 誕生日               | 1月25日                      |
| 性別                 | 男の子                       |
| 年齢                 | 15才                         |
| 身長                 | 158cm                        |
| 体重                 | 秘密♡                        |
| 好きなもの           | ジャンクフード！！和菓子！！ |
| 嫌いなもの           | 甘いもの、苦いもの           |
| 特技                 | 炎上                         |
| 髪型                 | 癖がなく4つの出っ張りがある  |
| 目の色、形           | 鈍い赤系色。丸い目、つり目   |
| 服装                 | ワイシャツ、短パン           |
| 苦手な事             | 人とのコミュニケーション     |
| 性格                 | ツンデレ、ツンが酷い。       |
| 好きな国             | 外国                         |
| 決めゼリフ           | お前やばいよ                 |
| キャラクターデザイン | めとろむP(皐月P)             |

昔音サツキ（ムカシネサツキ、MUKASHINE SATUKI）は、2021年1月25日に誕生した、フリーウェアの歌唱用音声合成ソフトウェアUTAU用のライブラリとして配布されている歌声データの名称である。

## 概要
昔音サツキは、元々メインのキャラクターでは無く、昔音サキがメインのキャラクターであった。
UTAU音源を制作する際に、突然声変わりをして、昔までは出せていた女声が出せなくなり、昔音サツキをメインとした。
昔音サツキsweet等、ほかの音源をつくろうと思っていたが、それも同じく声変わりで撮れていない。
現在は昔音サツキact.1、act.2の2種類が公開されているが1度、原音調整の下手ゆえに昔音サツキの音源配布を辞めようかと思った時期があったそうである。
下手なら頼めばいいと思う人もいるだろうが、昔音サツキだけでなく、中の本人もコミュニケーションが苦手でなかなか手が出ないようである。
1回、2人にダイレクトメールを送ったことがあったそうだが、断られ、コミュ障が一層悪化したようだ。
昔音サツキを製作しためとろむPは、Twitterで、act.2を公開した後に、新たな音源を作るかもしれないと示唆している。
だが、今のところ進展は全くなく、作る気も無いそうである。
昔音サツキ、昔音サキには、亜種が存在する。
・暗闇サキ
・夜月
・一稀
・昔音皐月
・昔音紗季
の5人である。昔音サツキと昔音皐月の違いは、昔音サツキがUTAUなどといった面で使う名前。昔音皐月は、めとろむPの仮名。ということである。

### 音源配布所
・昔音サツキACT.1
https://bowlroll.net/file/262946
・昔音サツキACT.2
https://bowlroll.net/file/270619